# Bleistiftstrauch
Der Bleistiftstrauch (Euphorbia tirucalli), auch Milchbusch oder Gummihecke genannt, ist eine Pflanzenart aus der Familie der Wolfsmilchgewächse (Euphorbiaceae). Er stammt aus den Tropen Ost- und Südafrikas. Diese Art wurde in zahlreichen Ländern eingebürgert.

## Beschreibung

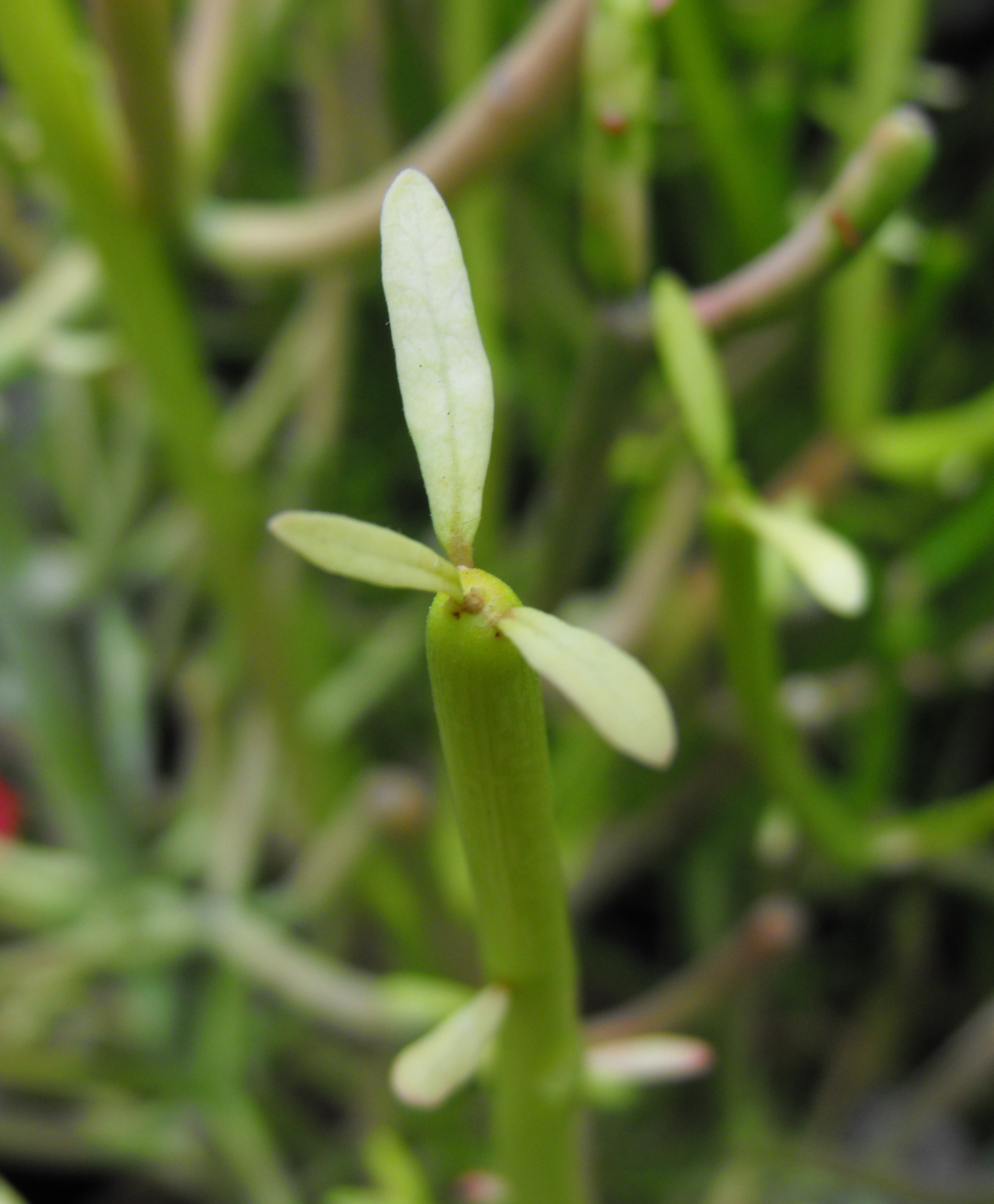
Blätter

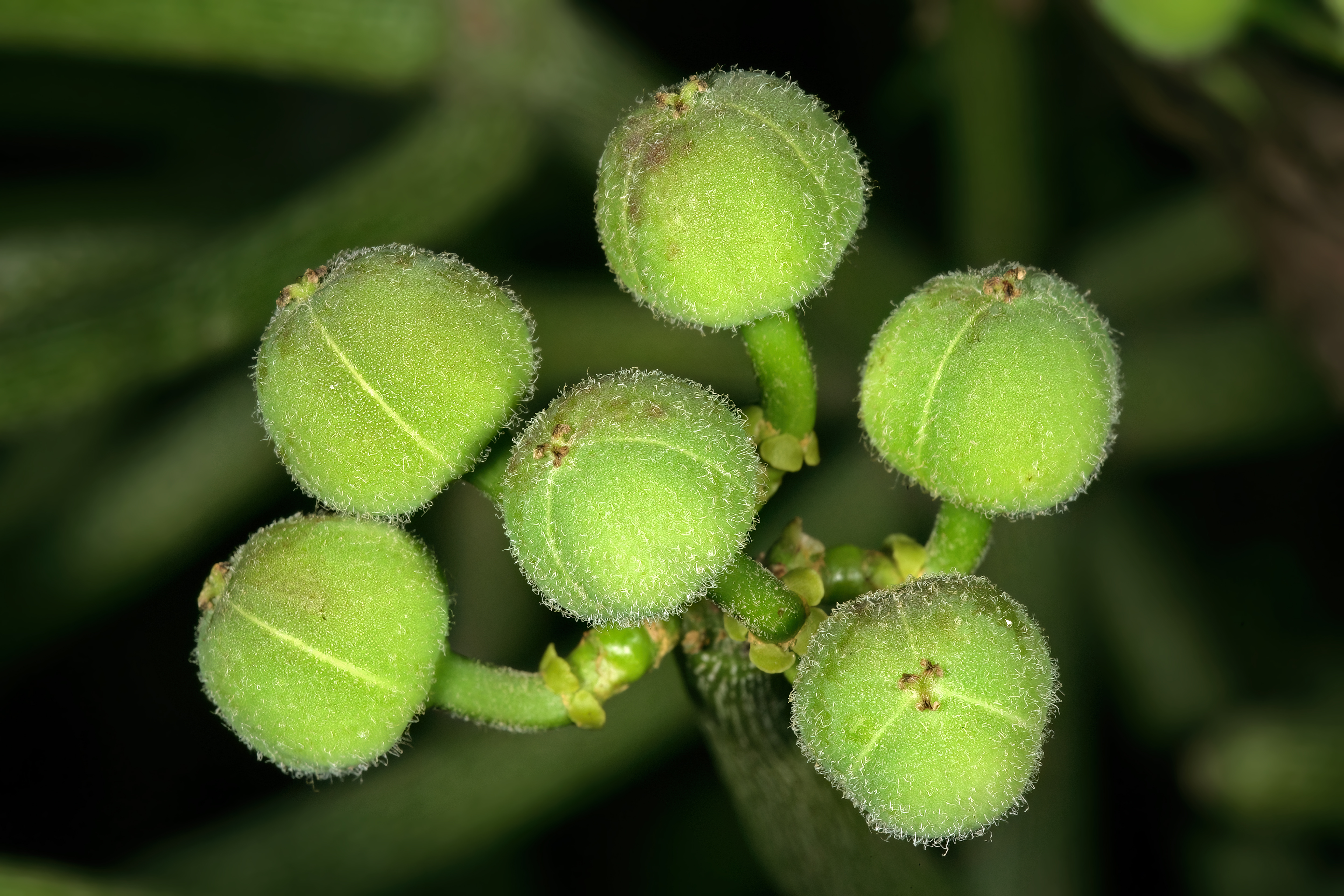
Früchte

Der Bleistiftstrauch ist ein Strauch oder kleiner Baum mit bleistiftdicken, grünen, glatten, sukkulenten Ästen, der Wuchshöhen von bis zu 7 Metern oder mehr erreicht. Er enthält einen giftigen Milchsaft. Die länglichen, wechselständigen Laubblätter sind 1 bis 2,5 cm lang und ca. 3 bis 4 mm breit; sie fallen meist früh ab. Die gelb-grünen Blüten bzw. Cyathien stehen an den Enden der Äste.
Es werden kleine und rundliche Kapselfrüchte gebildet.
Die Chromosomenzahl beträgt 2n = 20.

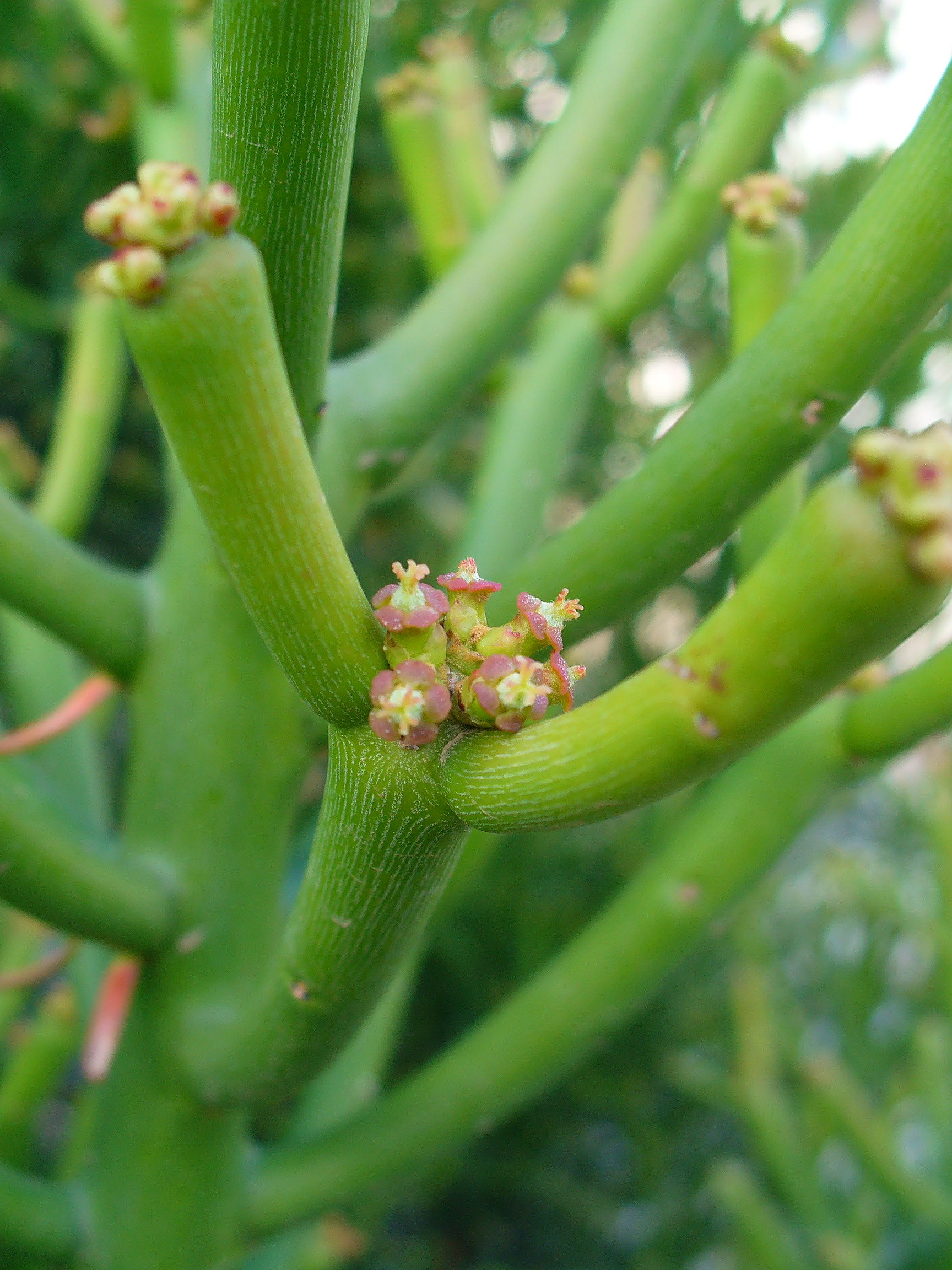
Bleistiftstrauch (Euphorbia tirucalli) mit Blüten

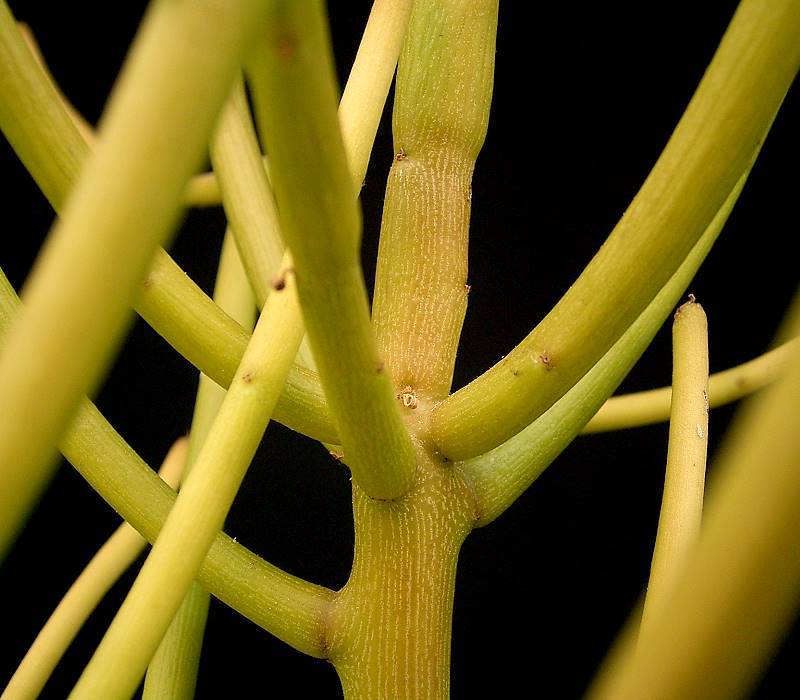
Eine „goldene Form“ von Euphorbia tirucalli

## Verbreitung und Standortansprüche
Der Milchbusch kommt in ariden Gebieten, namentlich in der Savanne, vor und stellt geringe Standortansprüche.
Heimisch ist er in Angola, Kongo, Madagaskar, Mosambik, Ruanda, Südafrika, Eswatini, Tansania, Sambia; die Art wurde in Brasilien, Indien, Vietnam, den Philippinen und Ghana eingeführt. In Bezug auf Eritrea, Äthiopien, São Tomé und Príncipe, Somalia und den Sudan ist ungeklärt, ob die Art dort heimisch ist oder ebenfalls eingeführt wurde. Nach POWO ist die Art nur in Madagaskar heimisch.
Die Art steht auf der Roten Liste der IUCN und gilt als nicht gefährdet (Least Concern).

## Nutzung
Die Pflanze ist sehr schnellwachsend und wird zur Anpflanzung in Hecken verwendet. 
Besonderes Interesse erlangte sie als „benzinliefernde“ Art, da sie zur Herstellung von Treibstoff geeignet ist. Der Milchbusch bringt einen giftigen Milchsaft hervor, welcher mit geringem Aufwand in eine benzinähnliche Flüssigkeit umgewandelt werden kann. Melvin Calvin schlug vor, den Milchbusch als ölproduzierende Pflanze zu nutzen. Diese Verwendung ist deshalb empfehlenswert, weil die Pflanze auf Land wachsen kann, welches für die meisten anderen Nutzpflanzen nicht geeignet ist und deshalb keine Konkurrenz zur Nahrungsmittelproduktion bewirkt. Calvin schätzte, dass 10 bis 50 Barrel Öl pro Acre produziert werden könnten. In den 1980er Jahren begann die brasilianische nationale Erdölgesellschaft Petrobras mit Experimenten basierend auf Calvins Vorschlägen.
Des Weiteren wird der Milchbusch in der traditionellen Medizin verschiedener Kulturen verwendet. In Brasilien, Indonesien, Malabar und Malaysia hat man ihn für die Bekämpfung von Krebs, Tumoren und Warzen verwendet, wie auch gegen Asthma, Husten, Ohrenschmerzen, Neuralgien, Rheumatismen und Zahnschmerzen.

## Taxonomie
Euphorbia tirucalli wurde 1753 von Carl von Linné in Species Plantarum Band 1 Seite 452 erstbeschrieben. Synonyme  von Euphorbia tirucalli L. sind: Euphorbia laro Drake, Euphorbia media N.E.Br., Euphorbia rhipsalioides Lem., Euphorbia rhipsaloides Willd., Euphorbia suareziana Croizat, Euphorbia tirucalli var. rhipsaloides (Willd.) Chev.